# Амірханян Шаварш Меграбович
Шаварш Меграбович Амірханян (Амірханов) (15 листопада 1894, село Котігех (Коті) Казахського повіту Єлизаветпольської губернії, тепер Азербайджан — 26 серпня 1959, місто Москва, тепер Російська Федерація) — радянський вірменський діяч, народний комісар внутрішніх справ РСР Вірменія, народний комісар робітничо-селянської інспекції РСР Вірменія. Член Центральної контрольної комісії ВКП(б) у 1927—1930 роках.

## Життєпис
Народився в селянській родині. У 1910 році осиротів. З 1911 до 1914 року навчався в єпархіальній духовній семінарії Нерсесян у місті Тифлісі, потім до 1916 року навчався в Еріванській єпархіальній духовній семінарії, яку закінчив екстерном.
Член РСДРП(б) з 1915 року.
У 1916—1917 роках — вчитель початкової школи в селі Канакер Еріванського повіту Еріванської губернії. У 1917 роках — вчитель початкової школи в селі Анухва Сухумського округу Кутаїської губернії.
У вересні 1917 — червні 1918 року — член Гудаутського окружного революційного комітету. У 1918 році брав участь у прорадянському партизанському русі.
У 1919 році — редактор газети «Красные дни» в місті П'ятигорську, інструктор Північно-Кавказького крайового комітету РКП(б) у містах Армавірі та П'ятигорську. 
З 1919 року працював у Всеросійській надзвичайній комісії (ВЧК), був начальником відділення (контррозвідка) особливого відділу ВЧК Каспійсько-Кавказького фронту.
У вересні 1919 року направлений на підпільну більшовицьку роботу в Азербайджан, прибув Каспійським морем до міста Баку, при висадці на берег був заарештований контррозвідкою Мусавату. У жовтні 1919 року звільнений з в'язниці та висланий до міста Тифліс, де працював головним редактором газети «Паак» («Варта»). 
З лютого 1920 року — на нелегальній партійній роботі у Вірменії: відповідальний партійний організатор у Диліжанському повіті, голова Шамшадинського підпільного революційного комітету, потім (з квітня 1920 року) голова Диліжанського повітового військово-революційного комітету та комітету КП(б) Вірменії, голова Каравансарайського повітового революційного комітету. У травні 1920 року, після поразки організованого більшовиками збройного повстання у Вірменії, втік до міста Баку. З червня 1920 року — член Закордонного бюро ЦК КП(б) Вірменії, начальник прикордонного пункту реєстраційного відділу (військова розвідка) 11-ї армії РСЧА в місті Казах, потім на різних посадах в Особливому Вірменському повстанському полку.
У грудні 1920 — 3 травня 1925 року — голова Надзвичайної комісії (ЧК) при Революційному комітеті Вірменії (Раді народних комісарів) РСР Вірменія. За сумісництвом у 1921—1922 роках — начальник особливого відділу Вірменської Червоної армії. Під час збройного антирадянського повстання у Вірменії з лютого до травня 1921 року був головою Особливого відділу боротьби із шпигунством та провокаціями, членом Військово-революційного трибуналу Камарлинського фронту.
У серпні 1922 (лютому 1923) — 3 травня 1925 року — народний комісар внутрішніх справ РСР Вірменія. У травні 1925 року звільнений з органів державної безпеки та відправлений на партійну роботу.
У березні 1926 — квітні 1929 року — народний комісар робітничо-селянської інспекції РСР Вірменія — голова Центральної контрольної комісії КП(б) Вірменії.
У 1929—1931 роках — слухач курсів марксизму-ленінізму в Москві.
У 1931—1933 роках — відповідальний інструктор партійного органу Народного комісаріату шляхів сполучення СРСР.
У 1933—1935 роках — партійний організатор (парторг) Північної залізниці в місті Вологді.
У 1935—1936 роках — начальник політичного відділу Кавказького району Північно-Кавказької залізниці.
У 1936 році — начальник політичного відділу Рязанського відділення Московсько-Казанської залізниці; начальник відділу керівних партійних органів політичного відділу Московсько-Казанської залізниці.
У 1936—1938 роках — начальник політичного відділу Московського відділення Ленінської залізниці.
У вересні 1938 — травні 1940 року — референт при начальнику Ленінської залізниці в Москві.
У 1940 — вересні 1943 року — заступник із політичної частини начальника Тресту спальних вагонів прямого сполучення Центрального пасажирського управління Народного комісаріату шляхів сполучення СРСР.
У вересні 1943 — травні 1946 року — заступник із політичної частини начальника Всесоюзного тресту з ремонту та перебудови мостів і тунелів (тресту «Мосремтунель») Центрального управління колії Народного комісаріату шляхів сполучення СРСР.
У травні 1946 — квітні 1951 року — начальник інспекції Центрального пасажирського управління Міністерства шляхів сполучення СРСР.
У квітні 1951 — грудні 1953 року — головний ревізор Головного пасажирського управління Міністерства шляхів сполучення СРСР.
З грудня 1953 року — персональний пенсіонер республіканського та союзного значення в Москві.
26 серпня 1959 року помер у Москві. Похований на Новодівичому цвинтарі Москви.

## Звання
- директор-полковник адміністративної служби (1943)

## Нагороди
- орден Трудового Червоного Прапора (1952)
- знак «Почесному залізничнику» (1936)
- три медалі